# Гетто в Ошмянах
Гетто в Ошмя́нах (2 сентября 1941 — 28 апреля 1943) — еврейское гетто, место принудительного переселения евреев города Ошмяны Гродненской области и близлежащих населённых пунктов в процессе преследования и уничтожения евреев во время оккупации территории Белоруссии войсками нацистской Германии в период Второй мировой войны.

## Оккупация Ошмян и создание гетто
Перед войной в Ошмянах проживало более 8500 человек, из которых евреи составляли половину. Город был захвачен немецкими войсками 25 июня 1941 года, и оккупация продлилась более трёх лет — до 7 (9) июля 1944 года.
Вскоре после оккупации нацисты приказали евреям организовать юденрат для передачи и контроля исполнения своих приказов для еврейского населения. В юденрат заставили войти раввина и ещё семь человек. От них сразу же стали требовать выплаты бесконечных и нереальных «контрибуций», а также выделения необходимого количества евреев на ежедневные принудительные, большей частью откровенно издевательские работы.
Начальником полиции в Ошмянах стал бывший деревенский учитель Скшад, военным комендантом вначале был Мокер, затем его сменил Вейс (Вайс). Шеф местного гестапо Кейт любил выбирать по 7-8 евреев и лично расстреливать их на еврейском кладбище.
Немцы очень серьёзно относились к возможности еврейского сопротивления, и поэтому в большинстве случаев в первую очередь убивали в гетто или ещё до его создания евреев-мужчин в возрасте примерно от 15 до 50 лет — несмотря на экономическую нецелесообразность, так как это были самые трудоспособные узники. По этим соображениям нацисты провели первую «акцию» (таким эвфемизмом гитлеровцы называли организованные ими массовые убийства) 10 (3-4, 25, 26) июля 1941 года. Немцы приказали юденрату представить списки евреев-мужчин в возрасте от 17 до 65 лет, затем с полицаями ворвались в еврейские дома, согнали около 700 (1000) человек из этого списка на городскую площадь и вывезли в место в 1,5 километра от деревни Ягеловщина в урочище Люговщина (или Бартели), убили и закопали там в трёх братских могилах. Перед убийством над жертвами издевались — заставляли петь, ползать, избивали. Всего у Бартелей были убиты от 353 (более 500 до 1200 (так указано на памятной доске в Бартелях) человек.
2 сентября (в октябре) 1941 года немцы, реализуя нацистскую программу уничтожения евреев, организовали в местечке гетто, в которое согнали также и часть евреев из ближайших местечек — Жупран, Барунов, Гольшан, Михалишек, Сол и Свири.

## Условия в гетто
Гетто было ограничено улицами, прилегающими к синагоге, и в основном занимало улицу Школьную. В гетто находились около 4000 человек. Впоследствии в гетто попали ещё минимум 200 евреев, бежавших из разных городов Литвы, и поток беженцев не прекращался
Немцы приказали организовать в гетто еврейскую полицию.
Евреи были обязаны носить на груди и на спине на верхней одежде желтые нашивки, им запрещалось покидать место жительства и любые контакты с нееврейским населением, запрещалось ходить по тротуарам, их заставили сдать весь скот и ценные вещи.

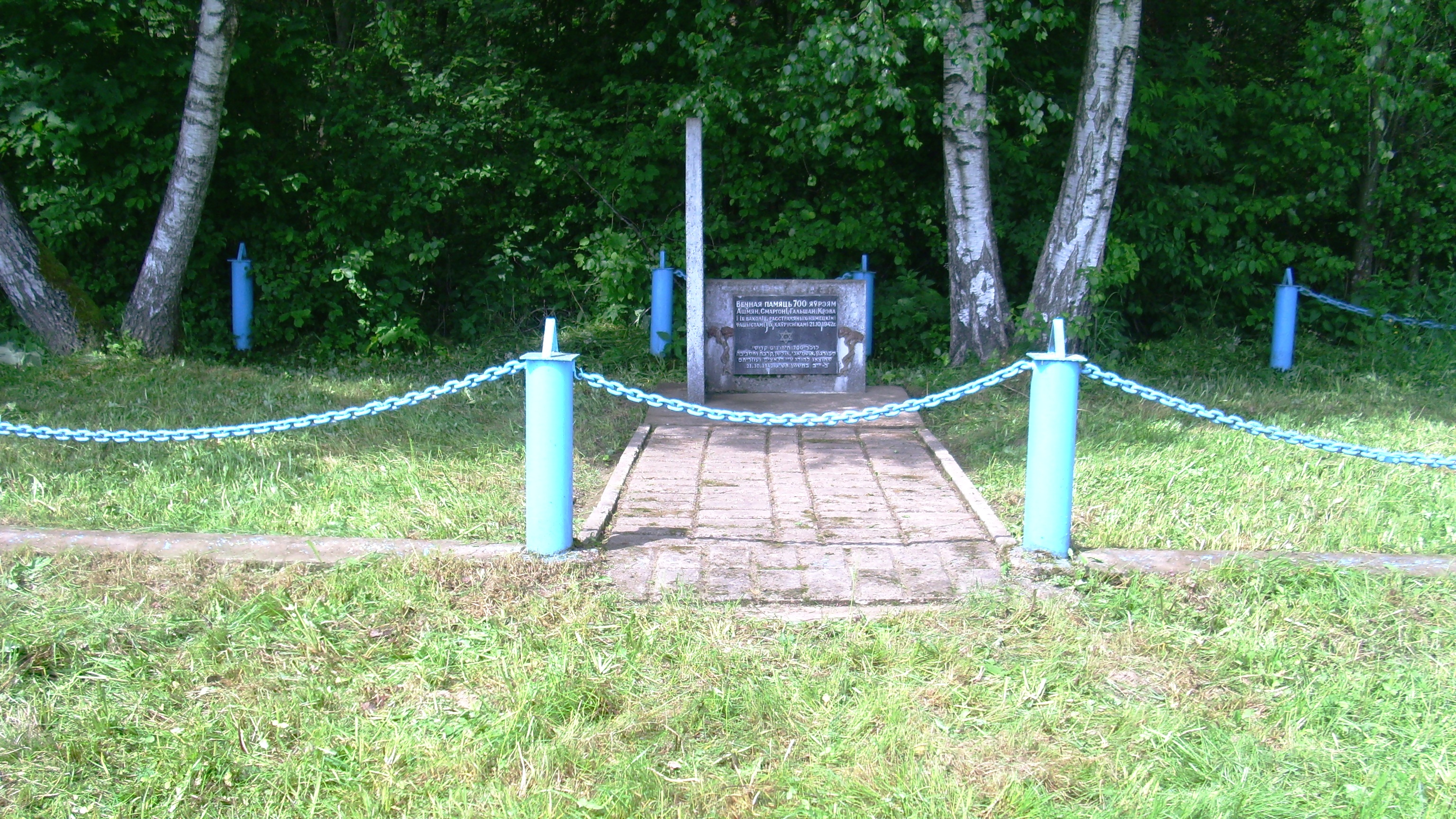
Памятник ошмянским евреям у деревни Толминово

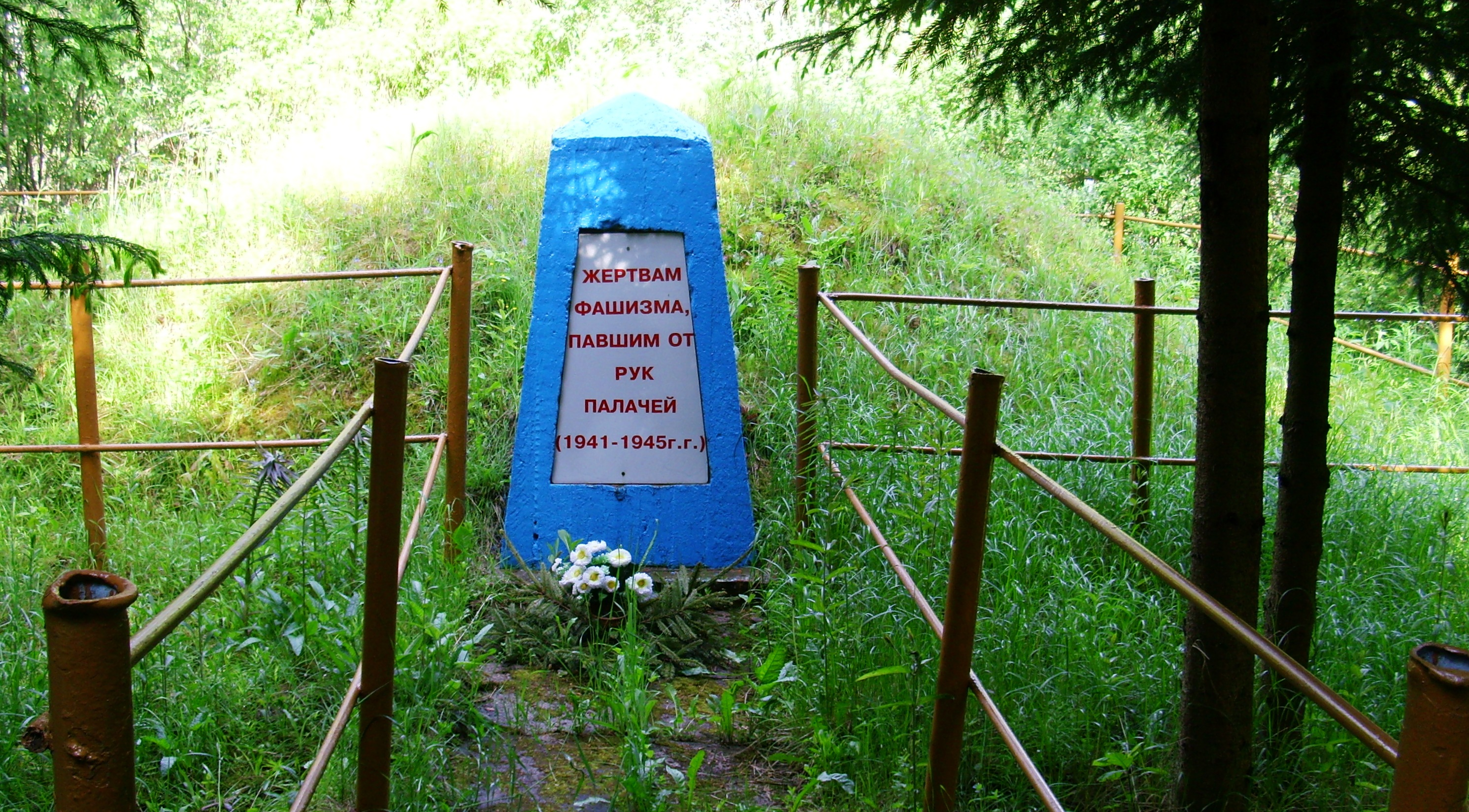
Памятник убитым евреям в урочище Ройста

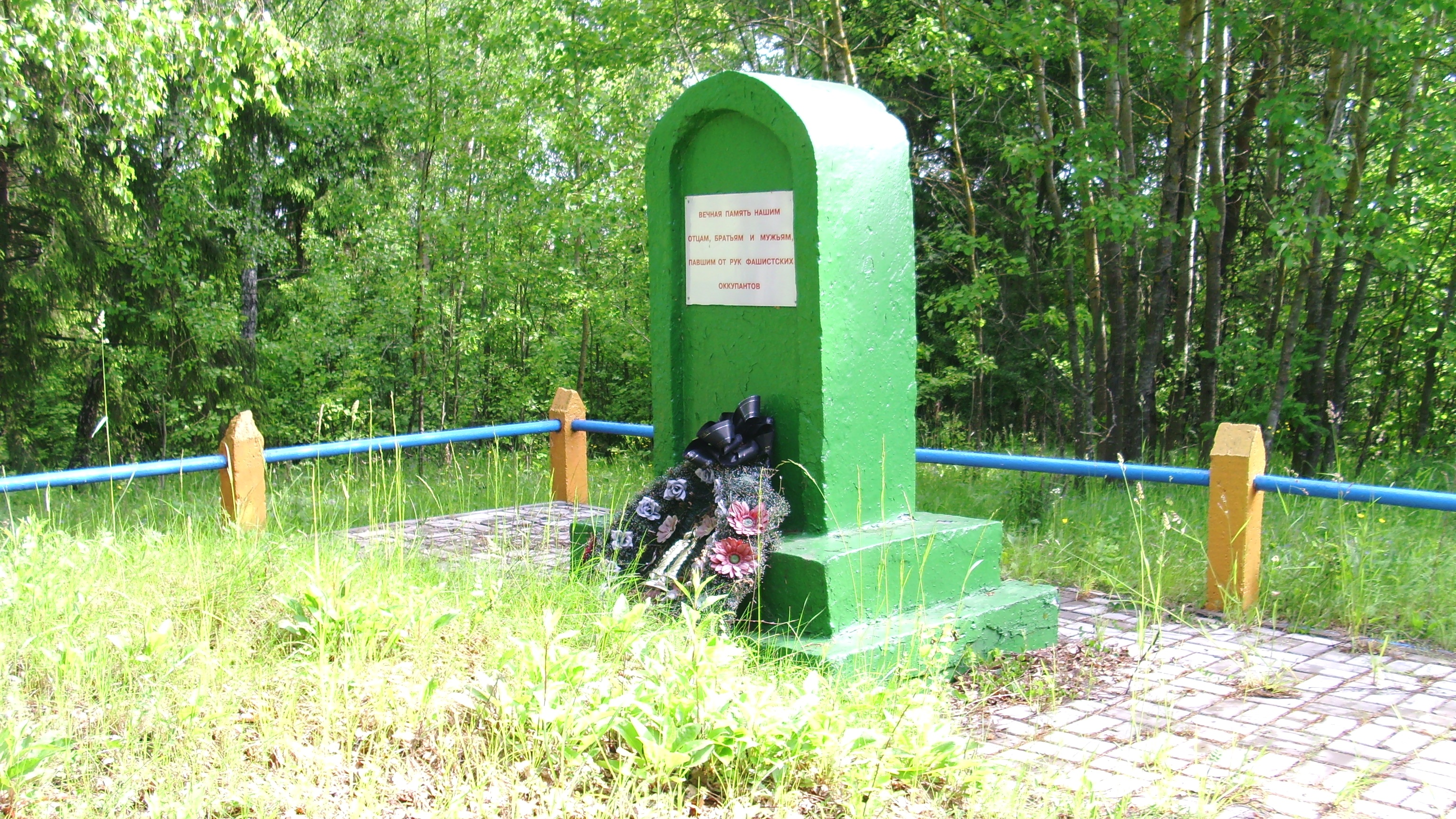
Памятник жертвам Холокоста в урочище Люговщина

В начале мая 1942 года в Ошмянах по переписи жили всего 9000 человек, из которых 2000 находились в гетто.

## Уничтожение гетто
В апреле 1942 года гебитскомиссар Виленской области Вольф приказал убить всех ещё оставшихся в живых евреев. Для обеспечения этого приказа к осени 1942 года в Ошмянском гетто начали концентрировать евреев, для чего перевели последних узников из гетто Гольшан, Сморгони, Крево, Сол, Михалишек, Свири и других.
Весной 1942 года 130 ошмянских евреев были переведены в гетто Молодечно, а в самом гетто были расстреляны около 500 евреев. 20 августа 1942 года из Ошмянского гетто были депортированы молодые узники.
В октябре 1942 года гестапо решило избавиться от нетрудоспособных узников и потребовало от юденрата отобрать и выдать на смерть 1500 человек. Ошмянский раввин, председатель юденрата, сумел отстоять у гестапо женщин и детей. 600 (около 500) старых и слабых узников вывезли из гетто и убили в лесу около хутора Зелёнка (Гродинский сельсовет).
23 ноября 1942 года расстреляли около 400 (700) человек в лесу в 1 километре на юг от деревни Толминово (бывший хутор Углеева или Аглейбы) Мурованоошмянковского сельсовета. В расстреле принудили принять участие 10 человек из еврейской полиции Вильнюссого гетто.
В марте 1943 года были расстреляны 2830 евреев из Ошмянского гетто
28 апреля 1943 года последних евреев Ошмян вывезли на телегах на станцию Солы, а затем в Понары, где всех убили. Часть узников перевезли в деревню Миличан между Вильнюсом и Каунасом в трудовой лагерь, принадлежащий организации Тодта.

## Сопротивление в гетто
В гетто была создана подпольная организация. В апреле 1942 года Объединённая партизанская организация Вильнюсского гетто направила в Ошмянское гетто партизанку Лизу Магун для организации вывода узников в леса. Лиза сумела проникнуть в гетто, организовать побег нескольких групп, а сама была схвачена гестапо и убита.
Перед ликвидацией гетто 30 подпольщиков ушли в леса, а при ликвидации гетто весной 1943 года смогли уйти ещё 50 человек, воевавшие в дальнейшем в партизанских отрядах.

## Случаи спасения и «Праведники народов мира»
В Ошмянах 2 человека были удостоены почетного звания «Праведник народов мира» от израильского мемориального института «Яд Вашем» «в знак глубочайшей признательности за помощь, оказанную еврейскому народу в годы Второй мировой войны». Это Залинская (Поранская) Зофия и Тешнер (Поранская) Данута, спасшие Владимира Залкинда.

## Память
Опубликованы неполные списки жертв геноцида евреев в Ошмянах.
Убитым нацистами ошмянским евреям установлены три памятника:
- в 1950 (1967[22]) году у деревни Толминово (бывший хутор Углеева — он же Угливо, он же Аглейбы) с надписью на белорусском языке и на иврите: «Вечная память 700 евреям Ошмян, Сморгони, Гольшан, Крево и их окружения, расстрелянных фашистами и их союзниками 21.10. 1942 г.»[32][37];
- в 1958 году у деревни Ягеловщина Жупранского сельсовета в урочище Люговщина (или Бартели). Надпись на белорусском языке и на иврите: «Вечная память нашим отцам, братьям и мужьям, павшим от рук фашистских оккупантов»[38][39];
- в урочище Ройста — памятник 353 убитым евреям с надписью на русском языке: «Жертвам фашизма, павшим от рук палачей»[22].

В 2020 году был установлен новый памятник.